# Наве
На̀ве (на италиански: Nave, на източноломбардски: Nàe, Нае) е град и община в Северна Италия, провинция Бреша, регион Ломбардия. Разположен е на 236 m надморска височина. Населението на общината е 11 022 души (към 2013 г.).